# Panamerička rukometna prvenstva za žene
Panameričko rukometno prvenstvo za žene se održava od 2003. godine. Održava se svake dvije godine. Do 2007., najviše uspjeha su imale južnoameričke reprezentacije, Brazil, Argentina i Urugvaj.
| Godina | Domaćin              | Zlato  | Srebro    | Bronca  |
| ------ | -------------------- | ------ | --------- | ------- |
| 2007.  | ?                    | (prvi) | (drugi)   | (treći) |
| 2005.  | Săo Bernardo, Brazil | Brazil | Argentina | Urugvaj |
| 2003.  | Săo Bernardo, Brazil | Brazil | Argentina | Urugvaj |